# Картелье, Жером
Антуан Жером Картелье (фр. Jérôme Cartellier; 13 апреля 1813, Макон, Бургундия — 8 октября 1892, Сеннсе-ле-Гран, Сона и Луара) — французский живописец.

## Биография
Обучался живописи в Школе изящных искусств в Париже. Ученик Жана-Огюста-Доминика Энгра.
С 1835 года Ж. Картелье регулярно выставлялся в Салоне . Популярный художник, получал многочисленные государственные заказы.
Автор портретов, жанровых картин, полотен на мифологические и религиозные сюжеты.
- Картины Жерома Картелье
- Портрет контр-адмирала Жюля Дюмона-Дюрвиля (1846), Версаль, Музей истории Франции.
- «Обращение Святого Павла» (1859), Церковь Сен-Пьер-Сен-Поль в Лилле
- Чудесный улов. 1855
- Сцена охоты с собаками